# Erysimum majellense
Erysimum majellense är en korsblommig växtart som beskrevs av Adolf Polatschek. Erysimum majellense ingår i släktet kårlar, och familjen korsblommiga växter. Inga underarter finns listade i Catalogue of Life.